# اس-۳۰۰ (سامانه موشکی)
اس-۳۰۰ (به روسی: С-300)، یک سامانه موشکی سطح‌به‌هوای دوربرد و خودکششی با قابلیت استفاده در تمامی ارتفاع‌هاست که در اواخر دهه ۱۹۷۰ در ان‌پی‌او اولماس برای نیروی دفاع هوایی شوروی ساخته شد. مدل‌های مختلف این موشک در نام‌گذاری ناتو با نام‌های سام ۱۰، سام ۱۲ و سام ۲۰ شناخته می‌شوند.
اولین مدل این موشک با نام اس-۳۰۰ پی برای نخستین بار در سال ۱۹۷۹ در شوروی عملیاتی شد، هرچند تکامل آن از سال ۱۹۶۹ به منظور ساخت موشک سطح به هوایی با برد ۷۵ کیلومتر که هم در نیروی زمینی و هم در نیروی دریایی استفاده شود، آغاز شده بود. این موشک در ابتدا برای رهگیری هواپیماها و موشک‌های کروز ساخته شده و بعدها توانایی رهگیری موشک‌های بالیستیک نیز به آن افزوده شد.
از جدیدترین مدل‌های این سامانه می‌توان به سامانه اس-۳۰۰ پی‌ام‌یو اشاره کرد که یکی از پیشرفته‌ترین موشکهای زمین به هواست و توانایی آن را دارد تا اهدافی واقع در ارتفاع حداکثر ۲۷ کیلومتری را منهدم سازد. این سامانه توانایی پیگیری همزمان ۱۰۰ هدف و درگیری همزمان با ۱۲ هدف را دارد. زمان آماده‌سازی آن حدود ۵ دقیقه و موشکهای آن از نوع انبارشونده‌است که مانند مهمات معمولی نیاز به هیچ گونه نگهداری در مدت عمر مفید خود ندارند.
در اکتبر ۲۰۲۴، در حمله اسرائیل به ایران، گزارش های آمریکا و اسرائیل اعلام کرد که تمام سامانه‌های اس-۳۰۰ پیشرفته ایران تخریب شده‌اند. این حمله به جواب حمله ایران با ۱۸۰ موشک بالستیک ضد اسرائیل صورت گرفت. اس ۳۰۰ تخریب شده از نوع اس-۳۰۰پی‌ام‌یو۲ محصول سال ۱۹۹۷ است که عملا از تکنولوژی روز یک نسل عقب‌تر است.
اس-۳۰۰ شباهت زیادی به سامانه پدافندی آمریکایی ام‌آی‌ام-۱۰۴ پاتریوت دارد. مدل‌های پیشرفته‌تر اس-۳۰۰ توانایی اجرای تاکتیک «بزن‌دررو» را دارند که بقاپذیری آن‌ها را در شرایط جنگی افزایش می‌دهد و در شرایط ویژه می‌توانند در نقش سلاح تهاجمی عمل کنند؛ برای مثال موشک‌های اس-۳۰۰ چینی مستقر در تنگه تایوان توانایی حمله به فضای هوایی تایوان را دارند و تهدیدی برای تمام هواپیماهای آمریکایی به‌شمار می‌روند که ممکن است در درگیری احتمالی به کمک این کشور بیایند؛ اس-۴۰۰ با نام ناتو سام-۲۰ سیستم موشکی تکامل‌یافته اس-۳۰۰ است که در سال ۱۹۹۹ معرفی و از سال ۲۰۰۶ وارد فعالیت در ارتش روسیه شده‌است. این سامانه در تاریخ ۱۳ آوریل سال ۲۰۱۶ میلادی از طریق بندر بازرگانی انزلی وارد ایران شد.

## ویژگی‌ها
در حال حاضر سه نوع اصلی از S-300 به نام های - 
- اس-۳۰۰وی
- اس-۳۰۰پی
- اس-۳۰۰اف

وجود دارد. تولید اس-۳۰۰ در سال ۱۹۷۵ آغاز شد.
آزمایش‌های نوع اس-۳۰۰پی در سال ۱۹۷۸ تکمیل شد. آزمایش‌های نوع اس-۳۰۰وی در سال ۱۹۸۳ انجام شد و قابلیت‌های ضد بالستیک آن در سال ۱۹۸۷ آزمایش شد. از آن زمان نسخه‌های متعددی با موشک‌های مختلف، رادارهای بهبود یافته، مقاومت بهتر در برابر اقدامات متقابل، برد طولانی‌تر و توانایی بهتر در هدف‌گیری هواپیماهایی که در ارتفاع بسیار پایین پرواز می‌کنند و همچنین مهمات وارده، مانند موشک‌های ضد تشعشع یا بمب‌های گلاید، پدیدار شدند.
موشک سطح به هوای اس-۳۰۰ در سال ۱۹۷۹ برای دفاع از ساختمان‌های حساس و مهم شوروی ساخته شد. این سامانه پدافندی سپس با تکمیل و توسعه بیشتر برای دفاع در برابر موشک‌های بالستیک بکار می‌رود. تا کنون چندین نوع سامانه پدافندی اس-۳۰۰ با موشک‌های متفاوت و سیستم‌های راداری بهینه شده، افزایش ویژگی مقابله با اخلال الکترونیک، افزایش دقت برخورد باهدف به خصوص برای اهدافی که در ارتفاع کم پرواز می‌کنند و موشک‌های بالستیک طراحی شده‌است. دسته‌بندی کلی این نوع سامانه‌ها در نمودار درختی زیر نشان داده شده‌است.

## انواع
|          |          |          |          |             |             |             |             |             |             |          |          |          |          |  |  |            |            |            |            |            |            | خانواده اس-۳۰۰ |        |          |          |          |          |          |          |           |         |         |         |         |         |           |           |           |           |           |           |  |  |        |        |              |              |              |              |              |              |        |        |       |       |       |       |  |  |  |  |  |  |  |  |  |  |  |  |  |  |  |  |  |  |  |  |  |  |  |  |  |  |  |  |  |  |  |  |  |  |
|          |          |          |          |             |             |             |             |             |             |          |          |          |          |  |  |            |            |            |            |            |            |                |        |          |          |          |          |          |          |           |         |         |         |         |         |           |           |           |           |           |           |  |  |        |        |              |              |              |              | {{{۷}}}      |              |        |        |       |       |       |       |  |  |  |  |  |  |  |  |  |  |  |  |  |  |  |  |  |  |  |  |  |  |  |  |  |  |  |  |  |  |  |  |  |  |
|          |          |          |          |             |             |             |             |             |             |          |          |          |          |  |  |            |            |            |            |            |            |                |        |          |          |          |          |          |          |           |         |         |         |         |         |           |           |           |           |           |           |  |  |        |        |              |              |              |              |              |              |        |        |       |       |       |       |  |  |  |  |  |  |  |  |  |  |  |  |  |  |  |  |  |  |  |  |  |  |  |  |  |  |  |  |  |  |  |  |  |  |
|          |          |          |          | S-300V      | S-300V      | S-300V      | S-300V      | S-300V      | S-300V      |          |          |          |          |  |  |            |            |            |            |            |            | S-300P         | S-300P | S-300P   | S-300P   | S-300P   | S-300P   |          |          |           |         |         |         |         |         |           |           |           |           |           |           |  |  |        |        |              |              | S-300F       | S-300F       | S-300F       | S-300F       | S-300F | S-300F |       |       |       |       |  |  |  |  |  |  |  |  |  |  |  |  |  |  |  |  |  |  |  |  |  |  |  |  |  |  |  |  |  |  |  |  |  |  |
|          |          |          |          | S-300V      | S-300V      | S-300V      | S-300V      | S-300V      | S-300V      |          |          |          |          |  |  |            |            |            |            |            |            | S-300P         | S-300P | S-300P   | S-300P   | S-300P   | S-300P   |          |          |           |         |         |         |         |         |           |           |           |           |           |           |  |  |        |        |              |              | S-300F       | S-300F       | S-300F       | S-300F       | S-300F | S-300F |       |       |       |       |  |  |  |  |  |  |  |  |  |  |  |  |  |  |  |  |  |  |  |  |  |  |  |  |  |  |  |  |  |  |  |  |  |  |
|          |          |          |          |             |             |             |             |             |             |          |          |          |          |  |  |            |            |            |            |            |            |                |        |          |          |          |          |          |          |           |         |         |         |         |         |           |           |           |           |           |           |  |  |        |        |              |              |              |              |              |              |        |        |       |       |       |       |  |  |  |  |  |  |  |  |  |  |  |  |  |  |  |  |  |  |  |  |  |  |  |  |  |  |  |  |  |  |  |  |  |  |
| S-300V1  | S-300V1  | S-300V1  | S-300V1  | S-300V1     | S-300V1     |             |             | S-300V2     | S-300V2     | S-300V2  | S-300V2  | S-300V2  | S-300V2  |  |  | S-300PT    | S-300PT    | S-300PT    | S-300PT    | S-300PT    | S-300PT    |                |        |          |          |          |          |          |          | S-300PS   | S-300PS | S-300PS | S-300PS | S-300PS | S-300PS |           |           |           |           |           |           |  |  | Fort   | Fort   | Fort         | Fort         | Fort         | Fort         |              |              | Rif    | Rif    | Rif   | Rif   | Rif   | Rif   |  |  |  |  |  |  |  |  |  |  |  |  |  |  |  |  |  |  |  |  |  |  |  |  |  |  |  |  |  |  |  |  |  |  |
| S-300V1  | S-300V1  | S-300V1  | S-300V1  | S-300V1     | S-300V1     |             |             | S-300V2     | S-300V2     | S-300V2  | S-300V2  | S-300V2  | S-300V2  |  |  | S-300PT    | S-300PT    | S-300PT    | S-300PT    | S-300PT    | S-300PT    |                |        |          |          |          |          |          |          | S-300PS   | S-300PS | S-300PS | S-300PS | S-300PS | S-300PS |           |           |           |           |           |           |  |  | Fort   | Fort   | Fort         | Fort         | Fort         | Fort         |              |              | Rif    | Rif    | Rif   | Rif   | Rif   | Rif   |  |  |  |  |  |  |  |  |  |  |  |  |  |  |  |  |  |  |  |  |  |  |  |  |  |  |  |  |  |  |  |  |  |  |
|          |          |          |          |             |             |             |             |             |             |          |          |          |          |  |  |            |            |            |            |            |            |                |        |          |          |          |          |          |          |           |         |         |         |         |         |           |           |           |           |           |           |  |  |        |        |              |              |              |              |              |              |        |        |       |       |       |       |  |  |  |  |  |  |  |  |  |  |  |  |  |  |  |  |  |  |  |  |  |  |  |  |  |  |  |  |  |  |  |  |  |  |
|          |          |          |          |             |             |             |             |             |             |          |          |          |          |  |  |            |            |            |            |            |            |                |        |          |          |          |          |          |          |           |         |         |         |         |         |           |           |           |           |           |           |  |  |        |        |              |              |              |              |              |              |        |        |       |       |       |       |  |  |  |  |  |  |  |  |  |  |  |  |  |  |  |  |  |  |  |  |  |  |  |  |  |  |  |  |  |  |  |  |  |  |
|          |          |          |          | اس-۳۰۰ وی‌ام | اس-۳۰۰ وی‌ام | اس-۳۰۰ وی‌ام | اس-۳۰۰ وی‌ام | اس-۳۰۰ وی‌ام | اس-۳۰۰ وی‌ام |          |          |          |          |  |  | S-300PT-1  | S-300PT-1  | S-300PT-1  | S-300PT-1  | S-300PT-1  | S-300PT-1  |                |        | S-300PM  | S-300PM  | S-300PM  | S-300PM  | S-300PM  | S-300PM  |           |         |         |         |         |         | S-300PMU  | S-300PMU  | S-300PMU  | S-300PMU  | S-300PMU  | S-300PMU  |  |  | Fort-M | Fort-M | Fort-M       | Fort-M       | Fort-M       | Fort-M       |              |              | Rif-M  | Rif-M  | Rif-M | Rif-M | Rif-M | Rif-M |  |  |  |  |  |  |  |  |  |  |  |  |  |  |  |  |  |  |  |  |  |  |  |  |  |  |  |  |  |  |  |  |  |  |
|          |          |          |          |             | اس-۳۰۰ وی‌ام | اس-۳۰۰ وی‌ام | اس-۳۰۰ وی‌ام | اس-۳۰۰ وی‌ام | اس-۳۰۰ وی‌ام |          |          |          |          |  |  | S-300PT-1  | S-300PT-1  | S-300PT-1  | S-300PT-1  | S-300PT-1  | S-300PT-1  |                |        | S-300PM  | S-300PM  | S-300PM  | S-300PM  | S-300PM  | S-300PM  |           |         |         |         |         |         | S-300PMU  | S-300PMU  | S-300PMU  | S-300PMU  | S-300PMU  | S-300PMU  |  |  | Fort-M | Fort-M | Fort-M       | Fort-M       | Fort-M       | Fort-M       |              |              | Rif-M  | Rif-M  | Rif-M | Rif-M | Rif-M | Rif-M |  |  |  |  |  |  |  |  |  |  |  |  |  |  |  |  |  |  |  |  |  |  |  |  |  |  |  |  |  |  |  |  |  |  |
|          |          |          |          |             |             |             |             |             |             |          |          |          |          |  |  |            |            |            |            |            |            |                |        |          |          |          |          |          |          | Favorit-S |         |         |         |         |         |           |           |           |           |           |           |  |  |        |        |              |              |              |              |              |              |        |        |       |       |       |       |  |  |  |  |  |  |  |  |  |  |  |  |  |  |  |  |  |  |  |  |  |  |  |  |  |  |  |  |  |  |  |  |  |  |
|          |          |          |          |             |             |             |             |             |             |          |          |          |          |  |  |            |            |            |            |            |            |                |        |          |          |          |          |          |          |           |         |         |         |         |         |           |           |           |           |           |           |  |  |        |        |              |              |              |              |              |              |        |        |       |       |       |       |  |  |  |  |  |  |  |  |  |  |  |  |  |  |  |  |  |  |  |  |  |  |  |  |  |  |  |  |  |  |  |  |  |  |
| S-300VM1 | S-300VM1 | S-300VM1 | S-300VM1 | S-300VM1    | S-300VM1    |             |             | S-300VM2    | S-300VM2    | S-300VM2 | S-300VM2 | S-300VM2 | S-300VM2 |  |  | S-300PT-1A | S-300PT-1A | S-300PT-1A | S-300PT-1A | S-300PT-1A | S-300PT-1A |                |        | S-300PM1 | S-300PM1 | S-300PM1 | S-300PM1 | S-300PM1 | S-300PM1 |           |         |         |         |         |         | S-300PMU1 | S-300PMU1 | S-300PMU1 | S-300PMU1 | S-300PMU1 | S-300PMU1 |  |  |        |        |              |              |              |              |              |              |        |        |       |       |       |       |  |  |  |  |  |  |  |  |  |  |  |  |  |  |  |  |  |  |  |  |  |  |  |  |  |  |  |  |  |  |  |  |  |  |
| S-300VM1 | S-300VM1 | S-300VM1 | S-300VM1 | S-300VM1    | S-300VM1    |             |             | S-300VM2    | S-300VM2    | S-300VM2 | S-300VM2 | S-300VM2 | S-300VM2 |  |  | S-300PT-1A | S-300PT-1A | S-300PT-1A | S-300PT-1A | S-300PT-1A | S-300PT-1A |                |        | S-300PM1 | S-300PM1 | S-300PM1 | S-300PM1 | S-300PM1 | S-300PM1 |           |         |         |         |         |         | S-300PMU1 | S-300PMU1 | S-300PMU1 | S-300PMU1 | S-300PMU1 | S-300PMU1 |  |  |        |        |              |              |              |              |              |              |        |        |       |       |       |       |  |  |  |  |  |  |  |  |  |  |  |  |  |  |  |  |  |  |  |  |  |  |  |  |  |  |  |  |  |  |  |  |  |  |
|          |          |          |          |             |             |             |             |             |             |          |          |          |          |  |  |            |            |            |            |            |            |                |        |          |          |          |          |          |          |           |         |         |         |         |         |           |           |           |           |           |           |  |  |        |        |              |              |              |              |              |              |        |        |       |       |       |       |  |  |  |  |  |  |  |  |  |  |  |  |  |  |  |  |  |  |  |  |  |  |  |  |  |  |  |  |  |  |  |  |  |  |
|          |          |          |          | Antey 2500  | Antey 2500  | Antey 2500  | Antey 2500  | Antey 2500  | Antey 2500  |          |          |          |          |  |  |            |            |            |            |            |            |                |        | S-300PM2 | S-300PM2 | S-300PM2 | S-300PM2 | S-300PM2 | S-300PM2 |           |         |         |         |         |         | S-300PMU2 | S-300PMU2 | S-300PMU2 | S-300PMU2 | S-300PMU2 | S-300PMU2 |  |  |        |        | نسخه روسی    | نسخه روسی    | نسخه روسی    | نسخه روسی    | نسخه روسی    | نسخه روسی    |        |        |       |       |       |       |  |  |  |  |  |  |  |  |  |  |  |  |  |  |  |  |  |  |  |  |  |  |  |  |  |  |  |  |  |  |  |  |  |  |
|          |          |          |          | Antey 2500  | Antey 2500  | Antey 2500  | Antey 2500  | Antey 2500  | Antey 2500  |          |          |          |          |  |  |            |            |            |            |            |            |                |        | S-300PM2 | S-300PM2 | S-300PM2 | S-300PM2 | S-300PM2 | S-300PM2 |           |         |         |         |         |         | S-300PMU2 | S-300PMU2 | S-300PMU2 | S-300PMU2 | S-300PMU2 | S-300PMU2 |  |  |        |        | نسخه روسی    | نسخه روسی    | نسخه روسی    | نسخه روسی    | نسخه روسی    | نسخه روسی    |        |        |       |       |       |       |  |  |  |  |  |  |  |  |  |  |  |  |  |  |  |  |  |  |  |  |  |  |  |  |  |  |  |  |  |  |  |  |  |  |
|          |          |          |          |             |             |             |             |             |             |          |          |          |          |  |  |            |            |            |            |            |            |                |        |          |          |          |          |          |          | Favorit   | Favorit | Favorit | Favorit | Favorit | Favorit |           |           |           |           |           |           |  |  |        |        | نسخه صادراتی | نسخه صادراتی | نسخه صادراتی | نسخه صادراتی | نسخه صادراتی | نسخه صادراتی |        |        |       |       |       |       |  |  |  |  |  |  |  |  |  |  |  |  |  |  |  |  |  |  |  |  |  |  |  |  |  |  |  |  |  |  |  |  |  |  |
|          |          |          |          | S-300VMD    | S-300VMD    | S-300VMD    | S-300VMD    | S-300VMD    | S-300VMD    |          |          |          |          |  |  |            |            |            |            |            |            |                |        | S-400    | S-400    | S-400    | S-400    | S-400    | S-400    | Favorit   | Favorit | Favorit | Favorit | Favorit | Favorit |           |           |           |           |           |           |  |  |        |        | نسخه صادراتی | نسخه صادراتی | نسخه صادراتی | نسخه صادراتی | نسخه صادراتی | نسخه صادراتی |        |        |       |       |       |       |  |  |  |  |  |  |  |  |  |  |  |  |  |  |  |  |  |  |  |  |  |  |  |  |  |  |  |  |  |  |  |  |  |  |

### اس-۳۰۰پی (S-300P)
اس-۳۰۰پی/اس-۳۰۰پی‌تی (روسی: С-300П/С-300ПТ)، نام گزارش ناتو - اس‌ای-۱۰ای گرامبل ای نوع رسمی اس-۳۰۰ است.
یکی از اولین موشک‌های این سری است که به سفارش وزارت دفاع روسیه تولید شد. این موشک می‌تواند کلاهکی را به اندازه ۱۳۳ کیلوگرم با بیشینه برد ۴۷ کیلومتر حمل کند. کمترین برد آن پنج کیلومتر است و می‌تواند در ارتفاع ۳۰ متری پرواز کند. سرعتش به سه کیلومتر در ثانیه می‌رسد و در ۲۸ ثانیه می‌تواند از خود عکس‌العمل نشان دهد. زمان آماده پرتاب شدنش کمتر از پنج دقیقه‌است.
پسوند P مخفف پی‌وی‌او-استرینی (به روسی: противовоздушная оборона–страны یا دفاع هوایی کشور) است. در سال ۱۹۸۷، بیش از ۸۰ مورد از این سیستم ها عمدتاً در اطراف مسکو فعال بودند. یک واحد اس-۳۰۰پی‌تی شامل یک رادار نظارتی ۳۶دی۶ (نام گزارش ناتو تین شیلد)، یک سیستم کنترل آتش ۳۰ان۶ (FLAP LID) و خودروهای پرتاب ۵پی۸۵-۱ است. خودروهای ۵پی۸۵-۱ کامیون های نیمه تریلر هستند. رادار تشخیص ارتفاع پایین ۷۶ان۶ (CLAM SHELL) نیز معمولاً بخشی از این واحد است.
اس-۳۰۰پی‌تی دارای رادار آرایه‌ای اسکن شده الکترونیکی غیرفعال بود و توانایی درگیری با چندین هدف را با یک سیستم کنترل آتش داشت. از آنجایی که سیستم اولیه نیمه متحرک بود، تنظیم برای شلیک بیش از یک ساعت طول کشید. این خطر این بود که سیستم پرتاب داغ موشک، پرتابگر حمل‌و‌نقل (TEL) را بسوزاند.
این در ابتدا برای استفاده از یک سیستم هدایت مسیر از طریق موشک (TVM) در نظر گرفته شده بود. با این حال، سیستم تی‌وی‌ام در ردیابی اهداف زیر ۵۰۰ متر (۱۶۰۰ فوت) مشکل داشت و به هواپیماهای ورودی سرکوب پدافند هوایی دشمن (SEAD) اجازه می‌داد تا برای جلوگیری از ردیابی به طور موثر از پوشش زمین استفاده کنند. برای بهبود ردیابی اهداف در ارتفاع پایین، یک سیستم هدایت فرمان برای هدایت موشک در قسمت اولیه پرواز اضافه شد. این اجازه داد که حداقل ارتفاع درگیری روی ۲۵ متر (۸۲ فوت) تنظیم شود.
بهبود اس-۳۰۰پی منجر به چندین نسخه فرعی برای بازارهای داخلی و بین المللی شد. اس-۳۰۰پی‌تی-۱ و اس-۳۰۰پی‌تی-۱ای ارتقاء تدریجی سیستم اصلی اس-۳۰۰پی‌تی با استفاده از موشک جدید ۵وی۵۵کی‌دی و روش پرتاب سرد هستند. زمان راه‌اندازی سیستم به ۳۰ دقیقه کاهش یافت و بهینه‌سازی مسیر به ۵وی۵۵کی‌دی این امکان را داد که به بردی تا ۷۵ کیلومتر (۴۷ مایل) برسد.

### اس-۳۰۰پی‌اس/پی‌ام (S-300PS/S-300PM)
اس-۳۰۰پی‌اس/اس و اس-۳۳۰پی‌ام/ام (روسی С-300ПC/С-300ПМ) با نام گزارش ناتو اس‌ای-۱۰بی گرامبل بی. 
در سال ۱۹۸۵ معرفی شد و تنها نسخه ای است که تصور می شود به کلاهک هسته ای مجهز شده باشد. این مدل شاهد معرفی وسایل نقلیه مدرن TEL و سیار رادار و پست فرماندهی بود که همگی بر اساس کامیون MAZ-۷۹۱۰ ۸×۸ بودند.
این مدل همچنین دارای موشک های جدید 5V55R بود که حداکثر برد درگیری را به ۷۵ کیلومتر (۴۷ مایل)  افزایش داد و حالت هدایت رادار نیمه فعال (SARH) را معرفی کرد. رادار نظارتی این سامانه ها 30N6 نامگذاری شد. همچنین با این نسخه، تمایز بین TELهای خودکششی و یدک‌کشی معرفی شد. TEL بکسل شده 5P85T تعیین شده است. تلفن های تلفن همراه 5P85S و 5P85D بودند. 5P85D یک TEL "برده" بود که توسط یک TEL "master" 5P85S کنترل می شد. TEL "Master" به لطف ظرف بزرگ تجهیزات پشت کابین قابل شناسایی است. در TEL "slave" این منطقه محصور نیست و برای ذخیره کابل یا تایر زاپاس استفاده می شود. 

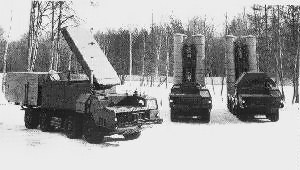
دو موشک S-300PM TEL و یک رادار 'Flap Lid'

### اس-۳۰۰اف (S-300F)
مدل اس-۳۰۰اف امکان نصب بر روی کشتی‌ها را دارد و در سال ۱۹۸۴ ساخته شد. این مدل در اصل موشک متناسب با نیازهای نیروی دریایی روسیه بود که از سیستم پرتاب ۵وی۵۵آر‌ام استفاده می‌کند. سرعت آن ۴۶۸۰ کیلومتر در ساعت است و می‌تواند کلاهکی به اندازه کلاهک مدل اس ۳۰۰ پی ولی با بردی دو برابر (حدود ۹۰ کیلومتر) را با خود حمل کند. بیشینه سرعت آن ۶۱۲۰ کیلومتر در ساعت و طول خود موشک با کلاهک ۲۵/۷ متر است. کمترین برد آن هفت کیلومتر و سقف پروازش ۲۵ کیلومتر است و با سوخت جامد نیروی پیشرانش را تأمین می‌کند. یک سیستم راداری معروف به ریف روی آن نصب کردند که می‌تواند در یک زمان شش هدف را شناسایی کند و به آن‌ها هجوم برد.
این مدل همچنین دارای موشک های جدید ۵V۵۵R بود که حداکثر برد درگیری را به ۹۰ کیلومتر (۵۶ مایل) افزایش داد و حالت هدایت رادار نیمه فعال (SARH) را معرفی کرد. رادار نظارتی این سامانه ها ۳۰N۶ نامگذاری شد. همچنین با این نسخه، تمایز بین TELهای خودکششی و یدک‌کشی معرفی شد. TEL بکسل شده ۵P۸۵T تعیین شده است. تلفن های تلفن همراه ۵P۸۵S و ۵P۸۵D بودند. ۵P۸۵D یک TEL "برده" بود که توسط یک TEL "master" ۵P۸۵S کنترل می شد. TEL "Master" به لطف ظرف بزرگ تجهیزات پشت کابین قابل شناسایی است. در TEL "slave" این منطقه محصور نیست و برای ذخیره کابل یا تایر زاپاس استفاده می شود.

### اس-۳۰۰پیامیو (S-300PMU) -
توسعه یک نوع مدرن برای صادرات، به نام S-300PMU (روسی: С-300ПМУ، نام گزارش ناتو SA-10C Grumble C  در سال ۱۸۹۵ تکمیل شد. نوع PMU با موشک های 5V55K (برد 45-47 کیلومتر (۲۸-۲۹ مایل)) و 5V55R (با برد ۷۵-۹۰ کیلومتر (۴۷-۵۶ مایل)) مورد استفاده قرار گرفت. رادارهای مورد استفاده برای مجموعه S-300PMU شامل رادار درگیری هدف 30N6 (ناتو: "Flap Lid")، رادار تشخیص ارتفاع پایین 76N6 (ناتو: "Clam Shell") و ST-68U (ناتو: "Tin Shield") بود. ) رادار جستجوی 3D.
به اضافه بر این، رادار 64N6 (ناتو: "Big Bird") به عنوان رادار جستجو در پست فرماندهی هنگ مورد استفاده قرار گرفت (یک هنگ S-300PMU معمولاً شامل سه باتری موشک بود).S-300PMU می تواند اهدافی با سطح مقطع راداری حداقل ۰.۲ متر مربع (۲.۲  فوت مربع) و حداکثر سرعت ۱۳۰۰ متر در ثانیه (۴۳۰۰ فوت بر ثانیه) در ارتفاعات بین ۲۵ متر (۸۲ فوت) تا ۲۷،۰۰۰ متر درگیر کند. (۸۹،۰۰۰ فوت). همچنین می تواند با اهداف سطحی در بردهای تا ۳۰ کیلومتر (۱۹ مایل) درگیر شود. 

### اس-۳۰۰اف‌ام (S-300FM)
مدل اس-۳۰۰اف‌ام در سال ۱۹۹۰ ساخته شد که باز هم مدلی برای نیروی دریایی بود. بسیار مدرن و پیشرفته بود. بیشینه سرعت آن به ۱۰ هزار کیلومتر در ساعت می‌رسد، وزن آن ۱۴۸۰ کیلوگرم است و این تفاوت بیش از هزار کیلوگرمی را می‌توان در وضعیت نیروهای پیشران این موشک دانست. طول آن ۵/۷ متر، قطرش ۵۲/۰ متر و فاصله دوسر بالچه‌های عقب ۰۳/۱ متر است. برد آن ۹۰ کیلومتر است و می‌تواند ۱۵۰ کیلوگرم کلاهک را با خود حمل کند. بیشینه سرعتی معادل ۷۵۶۰ کیلومتر در ساعت دارد که در ارتفاع ۲۵ هزارمتری پرواز می‌کند.

### اس-۳۰۰وی (S-300Y)
اس-۳۰۰وی که با نام ناتو سام-۱۲ گلادیاتور یا جیانت شناخته می‌شود، برخلاف مدل‌های دیگر در کارخانه آنتی تولید می‌شود. این مدل بر روی یک خودرو شنی‌دار نصب می‌شود که مشابه شاسی نفربر ام‌تی‌ال‌بی است. به همین دلیل قابلیت تحرک این سیستم در خارج از جاده بسیار بیشتر از انواع دیگر است. این سیستم برای نیروی زمینی ساخته شده (وی مخفف وویسکا به معنی نیروی زمینی است) تا به عنوان دفاع هوایی خط اول جایگزین سام-۴ شود. در این سیستم تأکید بیشتری بر روی دفاع ضدبالستیک شده و یک رادار مخصوص برای درگیری با موشک‌های بالستیک برای این سیستم تهیه شده‌است.

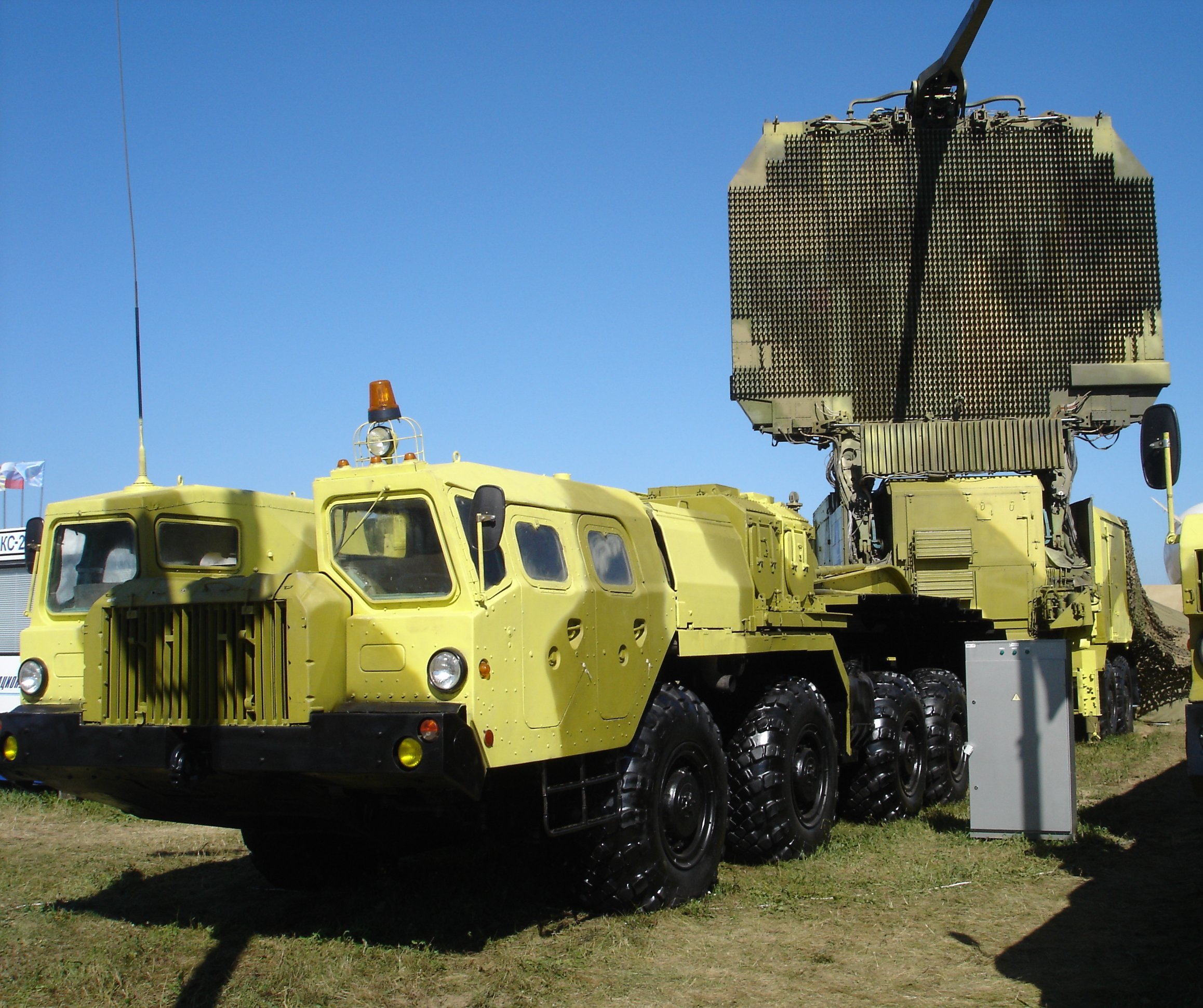
رادار اس-۳۰۰پی‌ام‌یو۲

### اس-۳۰۰پی‌ام‌یو (S-300PMU)
این موشک از لحاظ ظاهری بسیار شبیه مدل اف‌ام است حتی وزنش با آن یکی است. طول آن ۹۸/۶ متر، قطرش ۴۵/۰ متر و فاصله دوسر بالش ۰۴/۱ متر است. در ارتفاع ۲۷ هزار متری پرواز می‌کند و سوختش از مواد جامد تشکیل می‌شود. کمترین بردش پنج کیلومتر و بیشترین برد آن ۹۰ کیلومتر است. مدل بعد در سال ۱۹۹۷ ساخته شد که در واقع یک نمونه برداری از مدل ام‌یو بود. این موشک ام‌یو-۲ نام داشت که از لحاظ اندازه و ابعاد دقیقاً مانند مدل قبلی بود ولی بردش به میزان ۱۰۵ کیلومتر افزایش یافته بود یعنی برد کلی آن به ۱۹۵ کیلومتر رسید. توانایی حمل آن نیز بیشتر شده‌است و می‌تواند ۱۸۰ کیلوگرم کلاهک را با خود حمل کند. سری ساخت این موشک‌ها تا سال اخیر ادامه یافت.

### اس-۳۰۰وی‌ام (S-300YM)
اس ۳۰۰وی‌ام نوع ارتقایافته اس-۳۰۰وی است. در این مدل که نام ناتو سام-۲۳ گلادیاتور هم شناخته می‌شود از یک خودرو فرماندهی جدید و رادارهای جدید استفاده شده‌است. برد مفید موشک‌های این مدل به ۲۰۰ کیلومتر افزایش یافته‌است. مدل صادراتی این سیستم آنتی-۲۵۰۰ نام دارد که به ونزوئلا و مصر صادر شده‌است.

### اس-۳۰۰وی-۴ (S-300Y-4)
مدل ارتقایافته اس-۳۰۰وی (آنتی-۲۵۰۰) که تحویل آن از سال ۲۰۱۴ به نیروی زمینی روسیه آغاز شده و برد مؤثر آن ۴۰۰ کیلومتر اعلام شده‌است.

## خرید اس-۳۰۰ برای ایران
در سال ۲۰۰۷، قراردادی به ارزش ۸۰۰ میلیون دلار برای فروش ۵ سیستم اس-۳۰۰ از سوی روسیه به ایران به امضاء رسیده بود که بدون تحویل هیچگونه موشکی از سوی روس‌ها فسخ شد. دمیتری مدودف، رئیس‌جمهور وقت روسیه در سال ۲۰۱۰ در راستای اجرای قطعنامه ۱۹۲۹ شورای امنیت دستوری را صادر کرد که به موجب آن فروش هرگونه موشک و جنگ‌افزارهای دیگری چون تانک‌های جنگی، خودروهای زرهی، ادوات توپخانه‌ای کالیبر بالا، کشتی‌ها، هواپیما و هلیکوپترهای نظامی به ایران ممنوع شده‌بود. ایرانی‌ها نیز یک درخواست غرامت ۴ میلیارد دلاری را به دیوان بین‌المللی داوری فرستادند. وزیر دفاع جمهوری اسلامی ایران نیز در سال ۱۳۹۱ اعلام کرد که ایران طرح تولید موشک مشابهی به نام باور ۳۷۳ را در دست دارد. روس‌ها در تلاش برای صرف نظر کردن ایران از درخواست غرامت، سیستم تور ام-۱ را به جای آن پیشنهاد دادند که گفته می‌شود، ایران رد کرده‌است. آنتی-۲۵۰۰ نیز پیشنهاد دیگری است که می‌تواند برای نیازهای ایران مناسب‌تر باشد. اس-۳۰۰پی‌ام‌یو مطابق با نیازهای نیروهای دفاع موشکی توسعه یافته اما آنتی-۲۵۰۰ برای نیروی زمینی ساخته شده‌است و می‌تواند برای نیروی زمینی بزرگ ایران سودمند باشد. محمدجواد ظریف، وزیر امور خارجه ایران در سفری که به مسکو داشت گفته بود که تهران تمایلی ندارد به جای سامانه اس ۳۰۰ از روسیه سامانه آنتی-۲۵۰۰ دریافت کند اما در دیماه ۱۳۹۳ اعلام شد که هیئتی از سوی ایران برای بررسی دریافت یک سیستم جایگزین برای اس-۳۰۰ به روسیه خواهد رفت. آخرین اخبار در ۱۴ مارس ۲۰۱۵ مطابق با ۲۴ فروردیم ماه ۹۴ ولادمیر پوتین دستور لغو ممنوعیت تحویل سامانه اس-۳۰۰ به ایران را صادر کرد. البته روسیه اعلام نکرده‌است چه زمانی این سیستم موشکی را به ایران تحویل خواهد داد اما به گزارش تلویزیون دولتی روسیه، کرملین برای تحویل بی درنگ این سامانه موشکی اعلام آمادگی کرده‌است. کاخ سفید نیز اعلام کرد که جان کری، وزیر امور خارجه آمریکا در مکالمه تلفنی با لاوروف، همتای روسی‌اش مراتب مخالفت واشینگتن را با این تصمیم مسکو اعلام کرده‌است.
اوت ۲۰۱۵ اعلام شد که قرارداد جدید برای خرید این سامانه امضا شده‌است. خبرگزاری اینترفاکس روسیه از قول یک منبع آشنا به این قرار داد گفته که ارزش چهار گردان اس -۳۰۰ درخواستی ایران ۹۰۰ میلیون دلار تعیین شده‌است و مدل خریداری شده اس-۳۰۰وی-۴ آخرین مدل آنتی-۲۵۰۰ است که در سال ۲۰۱۳ عملیاتی شد.
در مارس ۲۰۱۶، روزنامه کویتی الجریده نوشت که ولادیمیر پوتین قرارداد فروش اس-۳۰۰ به ایران را به حالت تعلیق درآورده و این تصمیم به این دلیل گرفته شده که ایران موشک‌های پیشرفته روسی از جمله سام-۲۲ را به حزب‌الله تحویل داده‌است و خلبانان و افسران راداری روسی مستقر در سوریه ادعای اسرائیل در مورد وجود این سیستم‌ها در مناطق تحت کنترل حزب‌الله را تأیید کرده‌اند. خبرگزاری روسی کامرسانت، این موضوع را از دیمیتری پسکوف، سخنگوی کاخ کرملین پرسیده و او از پاسخ به آن خودداری کرد اما چند مقام اطلاعاتی و نظامی که هویتشان فاش نشده، گفته‌اند که قرارداد لغو نشده اما به دلیل مسائل مالی به مشکلاتی برخورده است.
سامانه اس-۳۰۰ در تاریخ ۲۹ فروردین سال ۱۳۹۵ در محل مقبره سید روح‌الله خمینی در رژه نیروهای ارتش جمهوری اسلامی ایران از مقابل جایگاه عبور کرد که شاید بتوان به وسیلهٔ آن به اینکه سامانه اس-۳۰۰ به ایران تحویل داده شده‌است، استناد کرد و به نوعی با تحویل کامل اس-۳۰۰ و پس گرفتن شکایت ایران پرونده پرتنش اس-۳۰۰ بسته شد.
اس ۳۰۰ خریداری شده از نوع اس-۳۰۰پی‌ام‌یو۲ محصول سال ۱۹۹۷ است که عملا از تکنولوژی روز یک نسل عقب‌تر است.
در اکتبر ۲۰۲۴، در حمله اسرائیل به ایران، گزارش های آمریکا و اسرائیل اعلام کرد که تمام سامانه‌های اس-۳۰۰ پیشرفته ایران تخریب شده‌اند. این حمله به جواب حمله ایران با ۱۸۰ موشک بالستیک ضد اسرائیل صورت گرفت.
| شاخص GRAU      | نام گزارش ناتو                | تخصص                 | محدوده تشخیص هدف             | شناسایی همزمان اهداف | باند فرکانس ناتو | اوالین استفاده در... | اسم                                        |
| -------------- | ----------------------------- | -------------------- | ---------------------------- | -------------------- | ---------------- | -------------------- | ------------------------------------------ |
| ۳۶D۶           | TIN SHIELD (دفاع TIN)         | –                    | ۱۸۰–۳۶۰ کیلومتر (mi ۱۱۰–۲۲۰) | ۱۲۰                  | E/F              | S-۳۰۰P               | نام صنعتی - ST-۶۸UM ۳۵۰ kW to ۱.۲۳ MW قدرت |
| ۷۶N۷           | CLAM SHELL (پوسته صدفی)       | تشخیص ارتفاع کم      |                              |                      | I                | S-۳۰۰P               |                                            |
| ۷۶N۶           | CLAM SHELL (پوسته صدفی)       | تشخیص ارتفاع کم      | ۱۲۰ کیلومتر (۷۵ mi)          | ۱۸۰                  | I                | S-۳۰۰۰PMU            | ۱.۴ kW FM continuous wave (موج پیوسته)     |
| ۶۴N۶           | BIG BIRD (پرنده بزرگ)         | رادار هنگ            | ۳۰۰ کیلومتر (۱۹۰ mi)         | ۳۰۰                  | C                | S-۳۰۰PMU-۱           |                                            |
| ۹۶L۶E          | CHEESE BOARD (تخته پنیر)      | تمام تشخیص ارتفاع    | ۳۰۰ کیلومتر                  | ۱۰۰                  |                  | S-۳۰۰PMU-۱           |                                            |
| ۹S۱۵           | BILL BOARD (تخته پنیر)        | –                    | ۲۵۰ کیلومتر (۱۶۰ mi)         | ۲۵۰                  | S                | S-۳۰۰V               |                                            |
| ۹S۱۹           | HIGH SCREEN (صفحه نمایش بلند) | ردیابی بخش           |                              | ۱۶                   |                  | S-۳۰۰V               |                                            |
| MR-۷۵          | TOP STEER (بالاترین هدایت)    | Naval (نیروی دریایی) | ۳۰۰ کیلومتر                  |                      | D/E              | S-۳۰۰F               |                                            |
| MR-۸۰۰ Voskhod | TOP PAIR (بالاترین جفت)       | Naval (نیروی دریایی) | ۲۰۰ کیلومتر (۱۲۰ mi)         |                      | C/D/E/F          | S-۳۰۰F               |                                            |

## کاربران

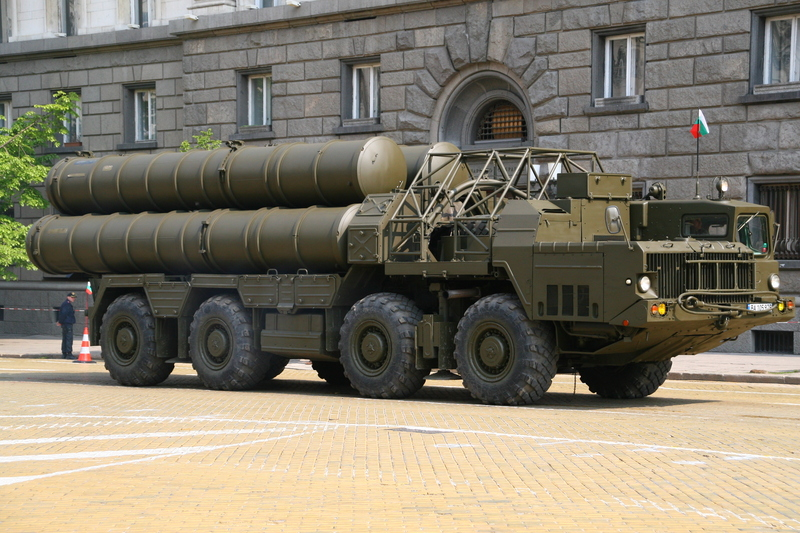
اس-۳۰۰ در ارتش بلغارستان

- الجزایر: ۴ تا ۸ گردان اس-۳۰۰ را در سال ۲۰۰۶ سفارش داد و هم‌اکنون بخشی از محموله را نیز دریافت و درخاک خود مستقر کرده‌است. مدل‌ها از نوع آنتی-۲۵۰۰وی و پی‌ام‌یو۲ذکر شده‌اند
- ارمنستان: اس-۳۰۰ پی‌اس (سام-۱۰) و تحویل سامانه‌های پدافندی به اوکراین[۳۴]
- جمهوری آذربایجان: خرید دو اس-۳۰۰پی‌ام‌یو۲ در سال ۲۰۱۲ به علت درگیری با ارمنستان[۳۵]
- بلاروس: اس-۳۰۰ پی‌اس[۳۶]اس-۳۰۰ در صوفیه، بلغاستان بلغارستان: ده پرتابگر اس-۳۰۰ و تحویل موشک‌های اس-۳۰۰ به اوکراین[۳۷]

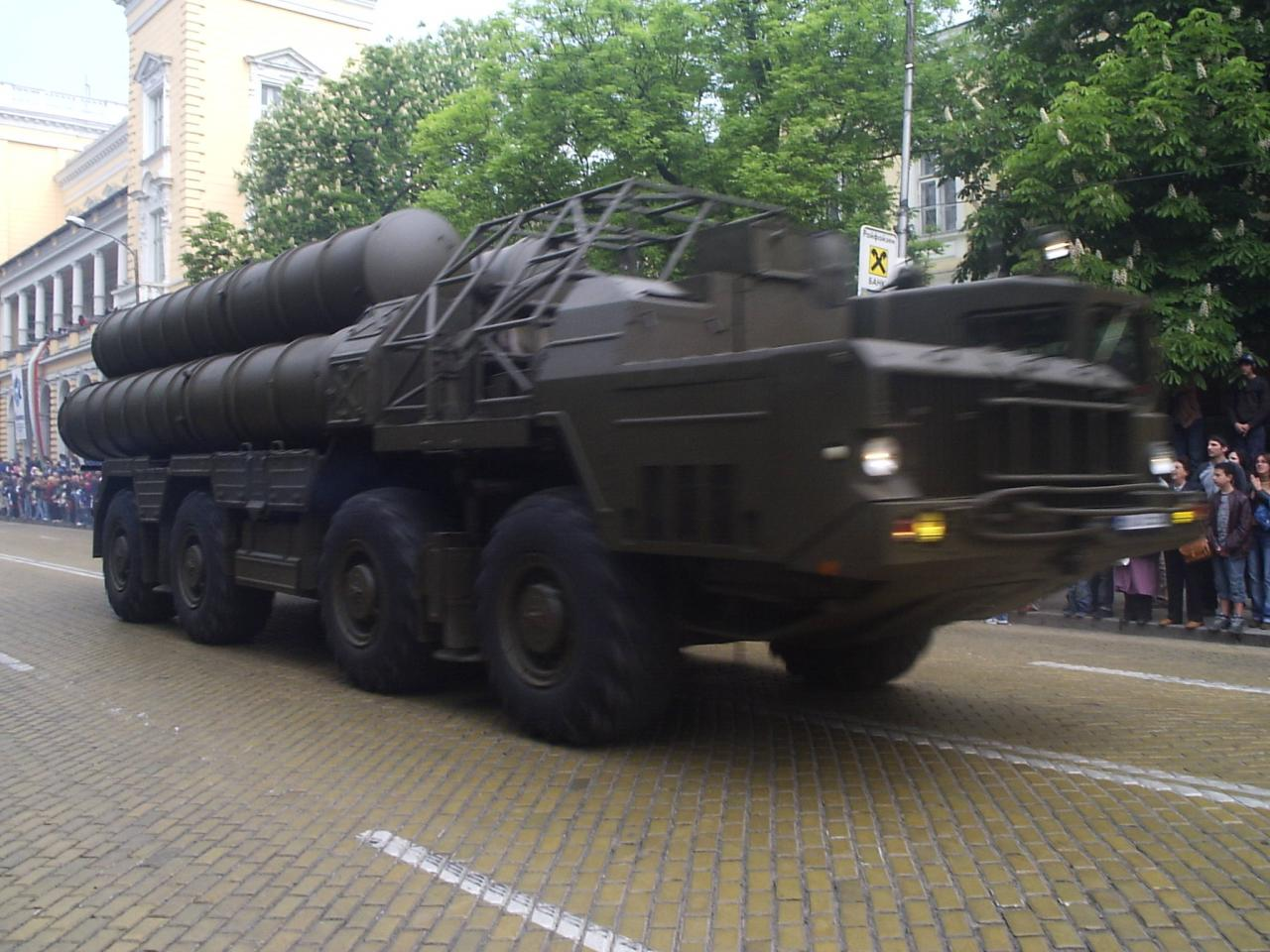
اس-۳۰۰ در صوفیه، بلغاستان

- ایران: در تاریخ ۲۹ فروردین سال ۱۳۹۵ سامانه موشکی اس ۳۰۰ در رژه ارتش جمهوری اسلامی ایران رونمایی شد. ایران ۴ گردان سامانه اس-۳۰۰پی‌ام‌یو‌۲ را از روسیه خریداری کرد
- چین: چین نخستین خریدار خارجی اس-۳۰۰پی‌ام‌یو۲ بوده‌است و مدل اس-۳۰۰وی را هم در داخل کشور به صورت کاملاً بومی و انبوه تولید کرده است
- یونان:دو آتشبار، ۱۲ پرتابگر و ۹۶ موشک اس-۳۰۰پی‌ام‌یو۱[۳۸]
- قزاقستان: در سال ۱۹۹۷ میلادی از روسیه سفارش سامانه اس-۳۰۰ را گرفت اما نهایتا آن را لغو کرد[۳۹][۴۰]
- اسلواکی: در آوریل ۲۰۲۲ (میلادی)، اسلواکی اعلام کرد که سامانه‌های دفاع هوایی اس-۳۰۰ را به اوکراین ارسال خواهد کرد و در مقابل، ناتو، سیستم پاتریوت را در اسلواکی جابه‌جا خواهد کرد. در اکتبر ۲۰۲۳، پس از انتخاب دولت جدید، اسلواکی تصمیم گرفت که تمام محموله‌های سلاح ارسالی به اوکراین را متوقف کند.[۴۱]
- روسیه: حدود ۴۰ سال از تولید نمونه‌های اولیهٔ این سامانه در روسیه می‌گذرد. مدل‌های پی ام یو ۱ از رده تقریباً خارج شده‌اند. مدل‌های قدیمی همچون پی‌ام‌یو-۲ هم وظیفه محافظت از اماکن دارای حساسیت کمتر را برعهده دارد. روسیه برای محافظت از سامانه‌های اس-۳۰۰ و اس-۴۰۰ از سامانه تور ام ۲ و مدل قدیمی‌تر آن یعنی تور ام-۱ بهره می‌گیرد
- اوکراین: کشورهای مختلفی این سامانه را به اوکراین اهدا کرده‌اند
- ونزوئلا: ۲ گردان آنتی-۲۵۰۰
- ویتنام ۲ اس-۳۰۰ پی‌ام‌یو۱
- مصر: اس-۳۰۰وی‌ام در سال ۲۰۱۴ وارد خدمت شده‌است

### کاربران سابق
- کرواسی: در سال ۱۹۹۵ از اوکراین خریداری شد اما سیستم کامل نبود و هیچوقت عملیاتی نشد و فقط یک سلاح روانی بود. به نظر می‌رسد به آمریکا فروخته شده باشند
- چکسلواکی: یک آتشبار که به اسلواکی رسید
- شوروی

### کاربران احتمالی در آینده
- لیبی: امکان ارسال اس-۳۰۰ از روسیه به لیبی[۴۲]
- تایلند: پیشنهاد خرید اچ‌کیو-۹ از چین
- عراق: نسبت به خرید اس-۳۰۰ ابراز علاقه کرده‌است
- پاکستان: اچ‌کیو-۱۸ مورد ارزیابی قرار گرفته‌است
- سوریه: احتمال خرید سامانه‌های خفیف‌تری چون پی‌ام‌یو۲ برای دولت سوریه وجود دارد و دو طرف در این زمینه ابراز تمایل کرده‌اند